# Claudio Sclosa
Claudio Sclosa (Latisana, 28 febbraio 1961) è un dirigente sportivo, procuratore sportivo ed ex calciatore italiano.

## Carriera

### Giocatore

#### Club

Sclosa (a destra) al Pisa, con il presidente Romeo Anconetani, mentre solleva la Coppa Mitropa 1987-1988.

Inizia la carriera al Torino, nel 1979 restando fino al 1982, giocando in modo alterno. La prima stagione la passò in panchina, nella seconda fu titolare, nella terza disputò 15 gare.
Nell'estate 1982 passò al Bologna in Serie B, restando una stagione con 27 presenze. L'anno successivo passò al Como in Serie B, da titolare, segnando 3 gol. L'anno successivo tornò a Torino. Trascorse la stagione dopo al Bari.
Nel 1986 andò al Pisa, in cui rimase due anni, segnando 7 gol nella sua prima stagione con la squadra toscana, contribuendo al suo ritorno in Serie A. Lasciato il Pisa, nel 1988, si trasferì alla Lazio, restando sei anni.
A 33 anni passò in prestito alla Cremonese per un anno e concluse la sua carriera calcistica nel 1996 con la maglia della Pistoiese.

#### Nazionale
Nel 1980-81 è stato in Nazionale Under-21, disputando 7 gare senza mai segnare.

### Dopo il ritiro
Fu procuratore sportivo nella società IFA di Giuseppe Bonetto.
Il 19 ottobre 2011 lasciò l'attività di procuratore diventando prima capo-osservatori in Italia della Juventus, poi capo scout in Piemonte, firmando un contratto che lo lega ai bianconeri per tre anni,successivamente rinnovato fino al 2017.
Nel  giugno 2017 diventa nuovo responsabile degli osservatori dell'Inter, andando a ricoprire il ruolo lasciato libero da Massimiliano Mirabelli.  Dal 2024 è coordinatore degli scout del Torino

## Palmarès

### Club
- Coppa Mitropa: 1

Pisa: 1987-1988